# 东魏
東魏（534年－550年）是中國南北朝時期北方王朝之一，由鮮卑化漢人高歡擁立北魏孝文帝年僅十一歲的曾孫元善見為孝靜帝，並與宇文泰所掌控的西魏對立，建都邺，以高欢霸府「大丞相府」所在地晋阳为别都。

## 歷史
北魏孝武帝为对抗权臣高歡逃奔关中后，高欢另立元善见为帝，东魏開始。
東魏自始，便是霸府政治權臣高欢架空皇帝掌控整个政局。高歡於公元547年病死，其权势由長子高澄所繼承。随即发生大将侯景叛投西魏的事件，但被高澄所平定。高澄权倾人主，曾命手下崔季舒打孝静帝三拳。后来孝静帝君臣图谋高澄，事泄，高澄指责身为皇帝的孝静帝要造反，虽然当时与孝静帝和解，但隨即幽禁孝静帝并诛杀参与图谋的大臣。公元550年，當二十七歲的孝靜帝以為高澄遇刺身亡、自己可以親政時，随即被高澄之弟高洋所廢，東魏亡。東魏只有孝靜帝元善見一个皇帝，用四個年號，共十六年。東魏由北齊取代。高洋封元善见为中山王，不久就杀其父子，其他东魏宗室也大多为高洋所杀。
東魏時期的藝術創作仍以佛教為主要啟發。位於泰山的神通寺，是中國現存最古老的石造塔寺，可能建於東魏一代。此時期的佛雕較北魏時期渾厚。

## 君主
| 肖像 | 庙号 | 谥号                          | 名讳                                        | 在世时间     | 在位时间     | 年号及使用时间 | 年号及使用时间 | 陵寝                     |
| ---- | ---- | ----------------------------- | ------------------------------------------- | ------------ | ------------ | -------------- | -------------- | ------------------------ |
| —    | —    | 孝静皇帝 （北齐文宣帝高洋谥） | 元善见 （禅位于北齐文宣帝高洋，降封中山王） | 524年－551年 | 534年－550年 | 天平           | 534年－537年   | 邺西漳北（今河北省磁縣） |
| —    | —    | 孝静皇帝 （北齐文宣帝高洋谥） | 元善见 （禅位于北齐文宣帝高洋，降封中山王） | 524年－551年 | 534年－550年 | 元象           | 538年－539年   | 邺西漳北（今河北省磁縣） |
| —    | —    | 孝静皇帝 （北齐文宣帝高洋谥） | 元善见 （禅位于北齐文宣帝高洋，降封中山王） | 524年－551年 | 534年－550年 | 兴和           | 539年－542年   | 邺西漳北（今河北省磁縣） |
| —    | —    | 孝静皇帝 （北齐文宣帝高洋谥） | 元善见 （禅位于北齐文宣帝高洋，降封中山王） | 524年－551年 | 534年－550年 | 武定           | 543年－550年   | 邺西漳北（今河北省磁縣） |

## 圖片

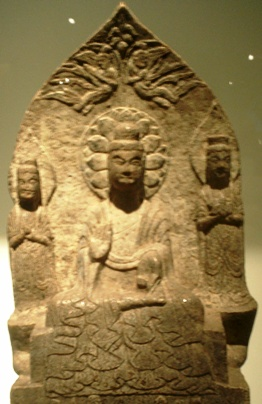
坐姿釋迦牟尼佛及二協侍，中國東魏(534-550).
立姿釋迦牟尼佛及二協侍-石灰岩，中國東魏(第6世紀).

## 參见条目
- 北朝藩王列表
- 魏書
- 北史

### 引用
1. ↑  藝術與建築索引典—東魏 （页面存档备份，存于） 於2011 年4 月1 日查閱